# Милан Сенић
Милан Сенић (Сегедин, 11. јул 1997) је српски фудбалер. Наступао је за млађе репрезентативне селекције Србије.

## Каријера
Рођен у Сегедину, Сенић бављење фудбалом започиње у родном граду у Мађарској. Касније се сели у Немачку, где је углавном наступао за млађе категорије Бајера из Леверкузена. Након навршеног омладинског стажа, лета 2016. прелази у нижелигаша Неустрелиц где остаје до истека уговора са Бајером. Почетком 2017, потписао је вишегодишњи уговор са Црвеном звездом, али је убрзо уступљен ОФК Београду до краја сезоне 2016/17. Крајем августа 2017. је поново позајмљен, овога пута мађарском Шиофоку.